# Wieloprocesorowość asynchroniczna
Wieloprocesorowość asynchroniczna (ang. asynchronous multiprocessing, AMP) – architektura komputerowa mająca na celu zwiększenie mocy obliczeniowej komputera poprzez wykorzystanie kilku procesorów pracujących niezależnie od siebie.
W architekturze asynchronicznej, która jest odmianą wieloprocesorowości asymetrycznej, poszczególne procesory nie są traktowane jednakowo. W szczególności procesory mogą pracować niezależnie od siebie, być taktowane innymi zegarami, a nawet mogą być na nich uruchamiane różne systemy operacyjne. Układy AMP wykorzystywane są w systemach czasu rzeczywistego (RTOS), które wymagają utrzymywania ścisłej kontroli nad procesorem, na którym system jest uruchomiony.
Procesory w układzie AMP mogą mieć dostęp do rozłącznych zestawów urządzeń peryferyjnych. Takie rozwiązanie upraszcza projektowanie systemów, ale ogranicza maksymalną wydajność w porównaniu do architektury symetrycznej (SMP). Przykładem zastosowania architektury AMP w komputerach osobistych jest procesor Intel 80286 współpracujący z koprocesorem numerycznym 80287, który był wykorzystywany tylko do przeprowadzania obliczeń matematycznych o dużej precyzji, a taktowany był zegarem o innej częstotliwości niż procesor główny.